# Interior do Rio Grande do Norte

Estado do Rio Grande do Norte.

O interior do Rio Grande do Norte ou interior potiguar é uma designação informal para se referir à região que abrange a maior parte do estado do Rio Grande do Norte, que pertence à Região Nordeste do Brasil, com exceção da Região Metropolitana de Natal e do litoral potiguar.
Com uma economia baseada principalmente no agronegócio e no extrativismo, esta região está inserida no Polígono das Secas, cujo clima predominante é semiárido. O principal centro urbano é Mossoró, na região oeste do estado.